# Busalla
Busalla település Olaszországban, Liguria régióban, Genova megyében. Lakosainak száma 5091 fő (2023. január 1.). Busalla Crocefieschi, Fraconalto, Isola del Cantone, Mignanego, Ronco Scrivia, Vobbia és Savignone községekkel határos.

## Népesség
A település népességének változása:
| Lakosok száma | 5545 | 5545 | 5091 |
|               | 2017 | 2018 | 2023 |